# Serques
Ne doit pas être confondu avec Sercq.
Serques est une commune française située dans le département du Pas-de-Calais en région Hauts-de-France.
La commune fait partie de la communauté d'agglomération du Pays de Saint-Omer qui regroupe 53 communes et compte 104 937 habitants en 2021. Le territoire de la commune est situé dans le parc naturel régional des Caps et Marais d'Opale.

## Géographie

### Localisation
Localisée dans le nord-est du département du Pas-de-Calais, dans l'Audomarois, et limitrophe du département du Nord, Serques est une commune située, à vol d'oiseau, à 7 km au sud de la commune de Saint-Omer (chef-lieu d'arrondissement), dont elle est limitrophe, à 30 km au sud-est de Calais et du littoral de la Manche, 30 km au sud-ouest de Dunkerque, 20 km à l'ouest de Cassel et à 30 km de la frontière entre la Belgique et la France.
La commune se trouve dans l'aire d'attraction de Saint-Omer, ainsi que dans son unité urbaine, son bassin d'emploi et dans son bassin de vie.
Le territoire de la commune est limitrophe de ceux de huit communes, dont deux, Watten et Saint-Momelin, dans le département du Nord.
Les communes limitrophes sont Houlle, Saint-Momelin, Watten, Moringhem, Moulle, Saint-Omer, Tilques et Zudausques.

### Géologie et relief
La superficie de la commune est de 10,43 km2 ; son altitude varie de 0  à   72 mètres.

### Hydrographie
Le territoire de la commune est situé dans le bassin Artois-Picardie.
Le territoire communal est limité à l'est par le fleuve côtier l'Aa canalisé, d'une longueur de 36,75 km, qui prend sa source dans la commune d'Arques et se jette dans la mer du Nord entre les communes de Grand-Fort-Philippe et de Gravelines.
La Liette et la Bienque (ou Muissens et le Grand Large), ainsi que de nombreux canaux et watergangs, drainent la commune, qui comprend une partie du marais audomarois.

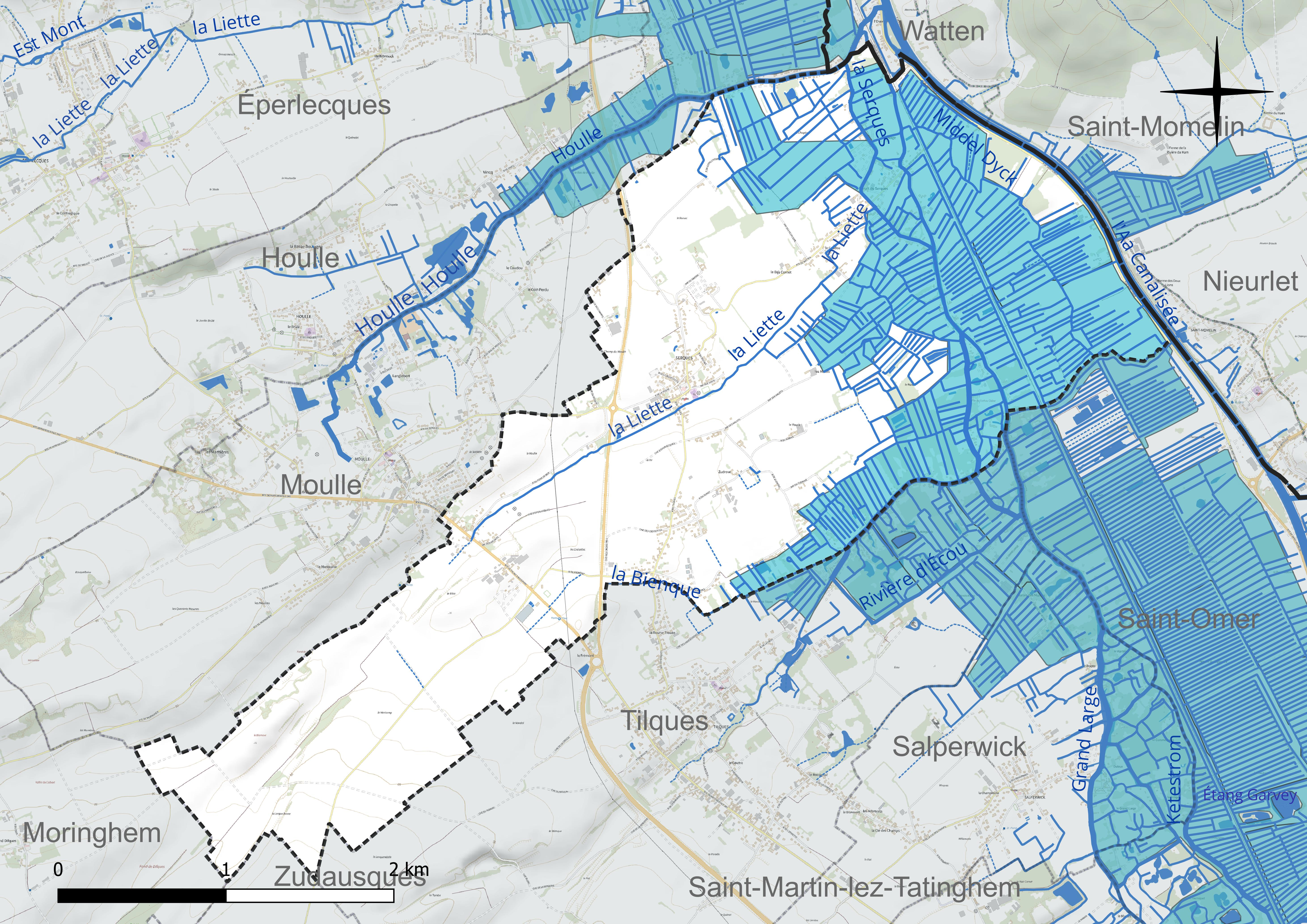
Carte hydrographique de la commune.

### Climat
Pour des articles plus généraux, voir Climat des Hauts-de-France et Climat du Pas-de-Calais.
En 2010, le climat de la commune est de type climat océanique franc, selon une étude du CNRS s'appuyant sur une série de données couvrant la période 1971-2000. En 2020, Météo-France publie une typologie des climats de la France métropolitaine dans laquelle la commune est exposée à un climat océanique et est dans la région climatique Côtes de la Manche orientale, caractérisée par un faible ensoleillement (1 550 h/an) ; forte humidité de l’air (plus de 20 h/jour avec humidité relative > 80 % en hiver), vents forts fréquents.
Pour la période 1971-2000, la température annuelle moyenne est de 10,6 °C, avec une amplitude thermique annuelle de 13,5 °C. Le cumul annuel moyen de précipitations est de 842 mm, avec 12,8 jours de précipitations en janvier et 8 jours en juillet. Pour la période 1991-2020, la température moyenne annuelle observée sur la station météorologique la plus proche, située sur la commune de Watten à 4 km à vol d'oiseau, est de 11,3 °C et le cumul annuel moyen de précipitations est de 822,8 mm,. Pour l'avenir, les paramètres climatiques de la commune estimés pour 2050 selon différents scénarios d'émission de gaz à effet de serre sont consultables sur un site dédié publié par Météo-France en novembre 2022.
| Mois                                  | jan.             | fév.           | mars           | avril           | mai             | juin           | jui.           | août           | sep.           | oct.            | nov.            | déc.             | année      |
| ------------------------------------- | ---------------- | -------------- | -------------- | --------------- | --------------- | -------------- | -------------- | -------------- | -------------- | --------------- | --------------- | ---------------- | ---------- |
| Température minimale moyenne (°C)     | 2                | 2              | 3,5            | 5,1             | 8,3             | 11,2           | 13,4           | 13,4           | 10,8           | 8,1             | 5               | 2,6              | 7,1        |
| Température moyenne (°C)              | 4,8              | 5,3            | 7,6            | 10,3            | 13,5            | 16,3           | 18,5           | 18,6           | 15,7           | 12,1            | 8,1             | 5,2              | 11,3       |
| Température maximale moyenne (°C)     | 7,6              | 8,5            | 11,7           | 15,5            | 18,6            | 21,3           | 23,7           | 23,8           | 20,7           | 16,1            | 11,1            | 7,9              | 15,5       |
| Record de froid (°C) date du record   | −19,3 14.01.1982 | −14,6 11.02.12 | −11 07.03.1971 | −4,6 02.04.1996 | −1,4 03.05.1981 | 1,1 02.06.1991 | 4,5 01.07.1984 | 4,7 28.08.1978 | 1,3 22.09.1997 | −6,8 29.10.1997 | −9,6 30.11.1978 | −13,8 29.12.1996 | −19,3 1982 |
| Record de chaleur (°C) date du record | 16,1 01.01.22    | 20 24.02.21    | 25,9 31.03.21  | 28,9 19.04.18   | 32,8 27.05.05   | 35,8 21.06.17  | 41,9 25.07.19  | 37 10.08.03    | 33,6 05.09.13  | 29,9 01.10.11   | 20,3 07.11.15   | 16,4 19.12.15    | 41,9 2019  |
| Précipitations (mm)                   | 69,5             | 57,8           | 50             | 43,9            | 56,4            | 58,8           | 67             | 72,9           | 71,9           | 83,9            | 97,3            | 93,4             | 822,8      |

### Paysages
Une part importante du territoire communal (42 % de sa surface, soit 442 ha) est occupée par le marais audomarois, utilisé localement plus pour l'élevage que pour le maraîchage,

### Milieux naturels et biodiversité

#### Espaces protégés et gérés
La protection réglementaire est le mode d’intervention le plus fort pour préserver des espaces naturels remarquables et leur biodiversité associée.
Dans ce cadre, la commune fait partie de plusieurs espaces protégés : 
- le parc naturel régional des Caps et Marais d'Opale, d'une superficie de 132 499 hectares réparties sur 154 communes, géré par le syndicat mixte d'aménagement et de gestion du parc naturel régional des caps et marais d'Opale[13].
- le marais audomarois avec :
  - le marais audomarois, d'une superficie de 227,069 hectares, un terrain acquis et géré par le Conservatoire du littoral[14],
  - la réserve de biosphère, zone tampon, d'une superficie de 3 082 hectares[15],
  - la réserve de biosphère, zone de transition, d'une superficie de 18 303 hectares[16],
  - la zone humide protégée par la convention de Ramsar, d'une superficie de 3 737 hectares[17].

#### Site Natura 2000
Le réseau Natura 2000 est un réseau écologique européen de sites naturels d’intérêt écologique élaboré à partir des directives « habitats » et « oiseaux ». Ce réseau est constitué de zones spéciales de conservation (ZSC) et de zones de protection spéciale (ZPS). Dans les zones de ce réseau, les États Membres s'engagent à maintenir dans un état de conservation favorable les types d'habitats et d'espèces concernés, par le biais de mesures réglementaires, administratives ou contractuelles.
Sur la commune, un site Natura 2000 de type B est défini en site d'importance communautaire (SIC) : les prairies, marais tourbeux, forêts et bois de la cuvette audomaroise et de ses versants, d'une superficie de 563 ha.

#### Zones naturelles d'intérêt écologique, faunistique et floristique
L’inventaire des zones naturelles d'intérêt écologique, faunistique et floristique (ZNIEFF) a pour objectif de réaliser une couverture des zones les plus intéressantes sur le plan écologique, essentiellement dans la perspective d’améliorer la connaissance du patrimoine naturel national et de fournir aux différents décideurs un outil d’aide à la prise en compte de l’environnement dans l’aménagement du territoire.
Le territoire communal comprend une ZNIEFF de type 1 : le marais de Serques à Saint-Martin-au-Laërt, d’une superficie de 555 hectares et d'une altitude variant de 2  à   6 mètres. Cette ZNIEFF, site touristique, située à l'ouest du marais audomarois, présente des terres entourées d'un important réseau de watergangs.
Et une ZNIEFF de type 2 : le complexe écologique du marais Audomarois et de ses versants, d'une superficie de 12 177 hectares. Cette ZNIEFF est un élément de la dépression préartésienne, drainé par l’Aa, le marais Audomarois est un golfe de basses terres bordé à l’Ouest par la retombée crayeuse de l’Artois et à l’Est par les collines argileuses de la Flandre intérieure.

Carte des ZNIEFF de type 1 et 2 sur la commune
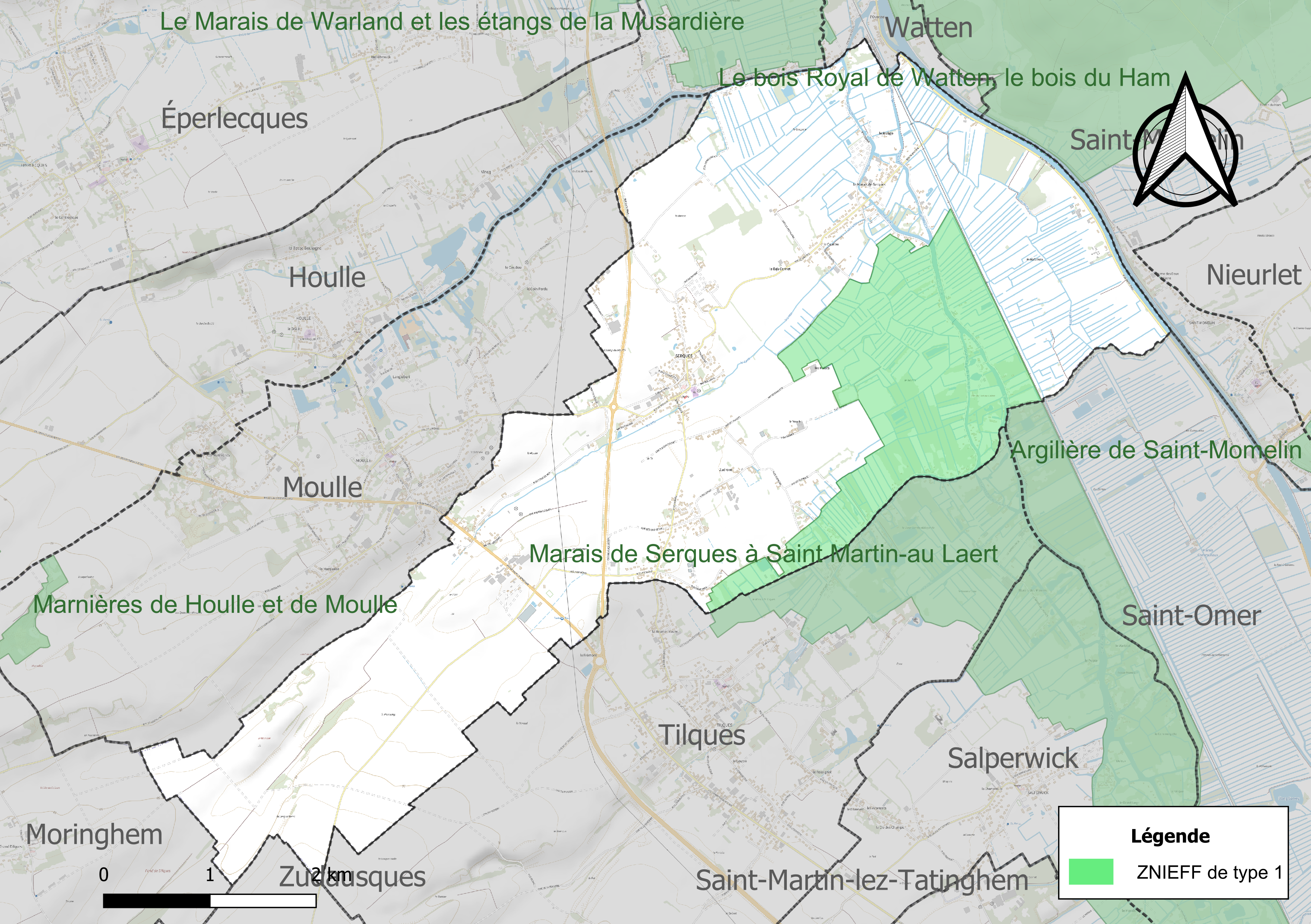
Carte de la ZNIEFF de type 1 sur la commune.
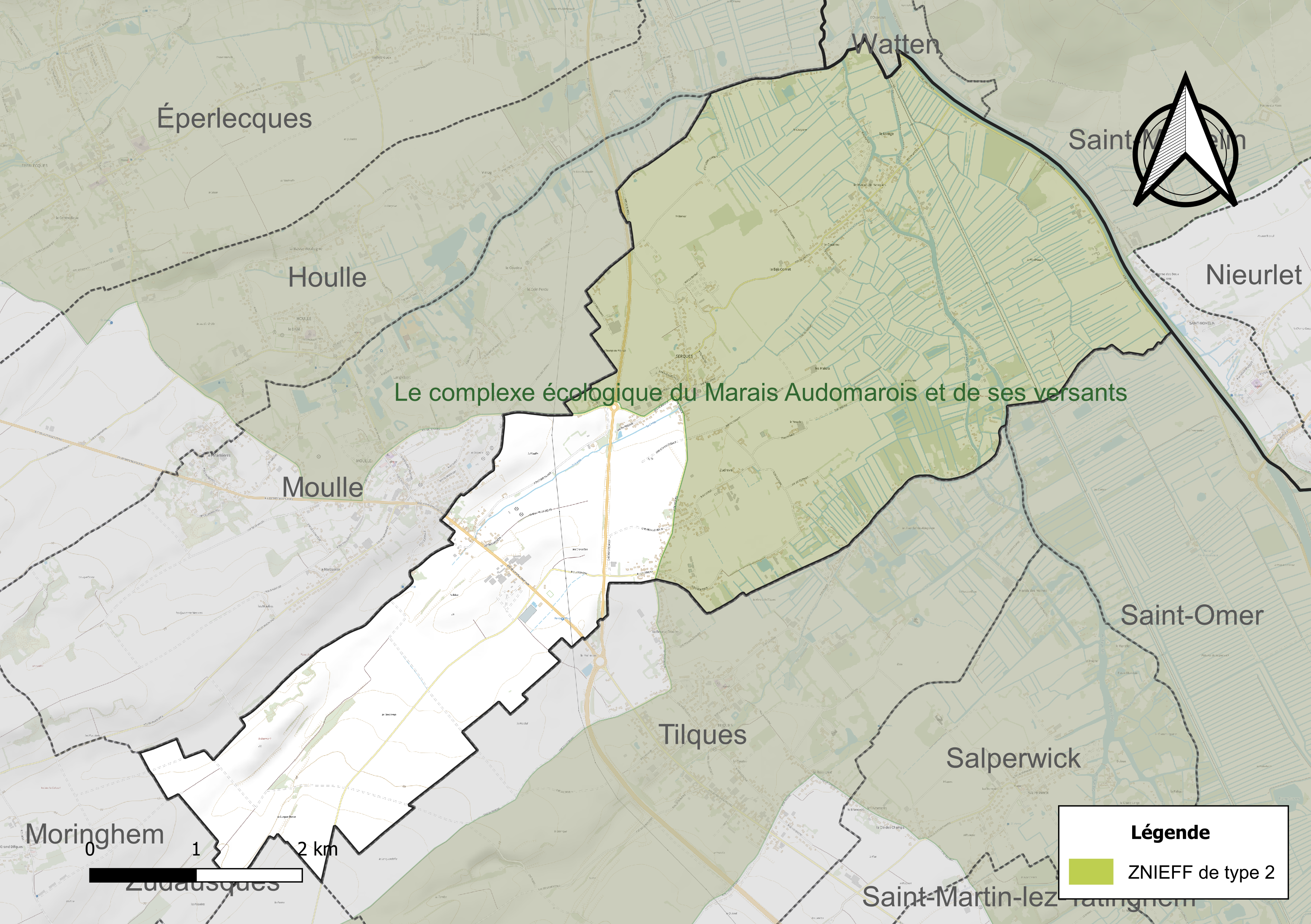
Carte de la ZNIEFF de type 2 sur la commune.

## Urbanisme

### Typologie
Au 1er janvier 2024, Serques est catégorisée commune rurale à habitat dispersé, selon la nouvelle grille communale de densité à sept niveaux définie par l'Insee en 2022.
Elle appartient à l'unité urbaine de Saint-Omer, une agglomération inter-départementale regroupant 23  communes, dont elle est une commune de la banlieue,,. Par ailleurs la commune fait partie de l'aire d'attraction de Saint-Omer, dont elle est une commune de la couronne,. Cette aire, qui regroupe 79 communes, est catégorisée dans les aires de 50 000 à moins de 200 000 habitants,.

### Occupation des sols

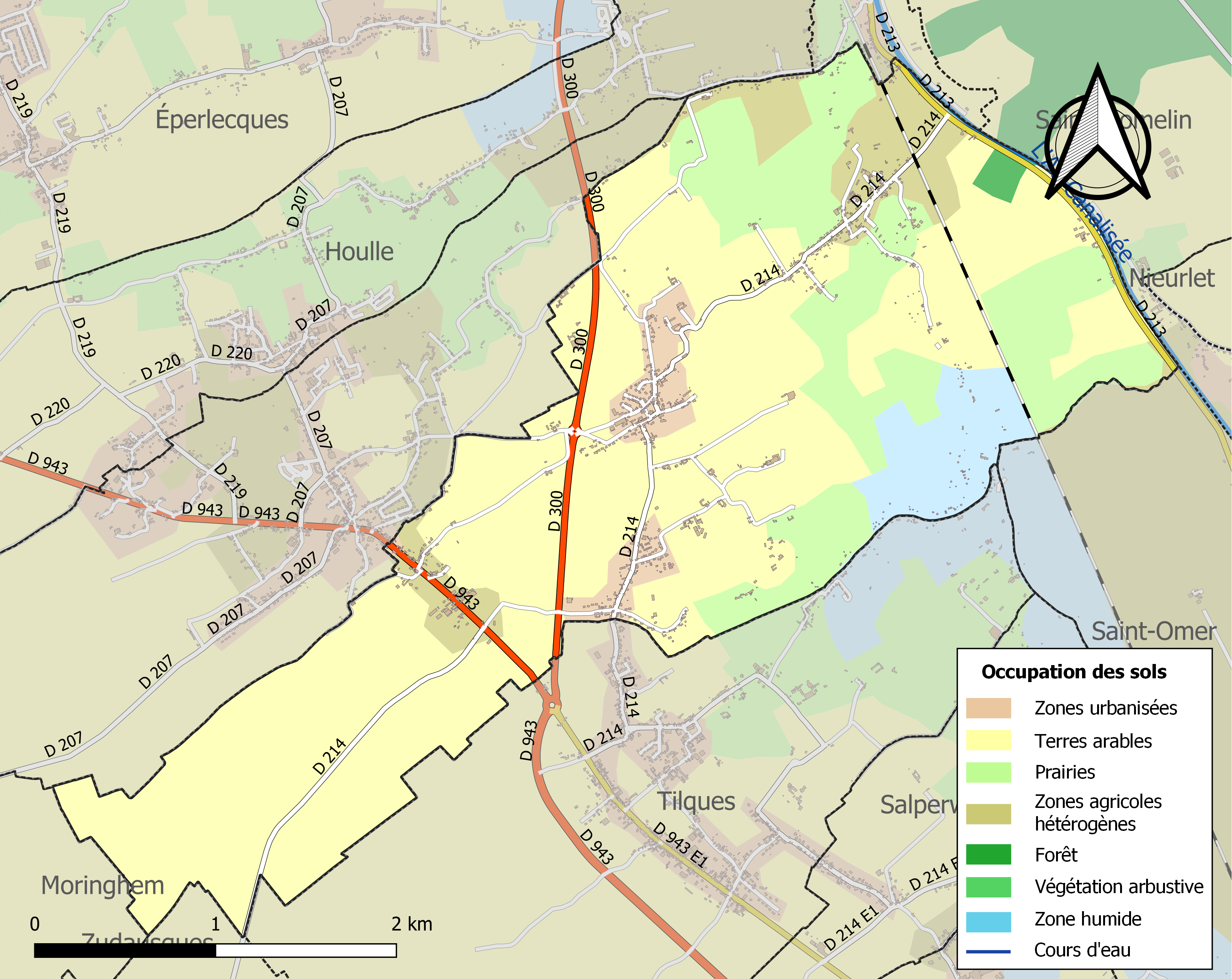
Carte des infrastructures et de l'occupation des sols de la commune en 2018 (CLC).

L'occupation des sols de la commune, telle qu'elle ressort de la base de données européenne d’occupation biophysique des sols Corine Land Cover (CLC), est marquée par l'importance des territoires agricoles (90,4 % en 2018), en diminution par rapport à 1990 (94,4 %). La répartition détaillée en 2018 est la suivante : 
terres arables (63,8 %), prairies (18,5 %), zones agricoles hétérogènes (8,1 %), zones humides intérieures (5 %), zones urbanisées (4,1 %), forêts (0,6 %). L'évolution de l’occupation des sols de la commune et de ses infrastructures peut être observée sur les différentes représentations cartographiques du territoire : la carte de Cassini (XVIIIe siècle), la carte d'état-major (1820-1866) et les cartes ou photos aériennes de l'IGN pour la période actuelle (1950 à aujourd'hui).

### Habitat et logement
En 2021, le nombre total de logements dans la commune était de 616, alors qu'il était de 583 en 2016 et de 559 en 2011.
Parmi ces logements, 77,5 % étaient des résidences principales, 16,4 % des résidences secondaires et 6,1 % des logements vacants. Ces logements étaient pour 84,1 % d'entre eux des maisons individuelles et pour 0 % des appartements.
Le tableau ci-dessous présente la typologie des logements à Serques en 2021 en comparaison avec celle du Pas-de-Calais et de la France entière. Une caractéristique marquante du parc de logements est ainsi une proportion de résidences secondaires et logements occasionnels (16,4 %) supérieure à celle du département (6,5 %) et à celle de la France entière (9,7 %).
| Typologie                                               | Serques | Pas-de-Calais | France entière |
| ------------------------------------------------------- | ------- | ------------- | -------------- |
| Résidences principales (en %)                           | 77,5    | 86,1          | 82,2           |
| Résidences secondaires et logements occasionnels (en %) | 16,4    | 6,5           | 9,7            |
| Logements vacants (en %)                                | 6,1     | 7,3           | 8,1            |

### Voies de communication et transports
Serrques est desservie par l'ancienne route nationale 43 (France) (actuelle RD 943) et la RD 300.
La commune est traversée par la ligne de Lille aux Fontinettes, mais la station de chemin de fer la plus proche est la gare de Saint-Omer, desservie par des trains du réseau TER Hauts-de-France, qui effectuent les liaisons suivantes :
- Lille-Flandres – Hazebrouck – Saint-Omer / Calais-Ville (K71) ;
- Arras – Hazebrouck – Saint-Omer – Calais-Ville (P54) ;
- Hazebrouck – Saint-Omer – Calais-Ville (P71).

### Risques naturels et technologiques

#### Risque inondation
À la suite du passage des tempêtes Ciarán, Domingos et Elisa et des inondations et coulées de boue qui se sont produites, la commune est reconnue, par arrêté du 14 novembre 2023, en état de catastrophe naturelle pour inondations et coulées de boue sur la période du 2 au 12 novembre 2023, comme 179 autres communes du département.

## Toponymie
Le nom de la localité est attesté sous les formes Segeka en 1129 ; Sereke en 1139 ; Segerka en 1144 ; Sigirke en 1145 ; Suercles en 1158 ; Zigherka  en 1159-1167 ; Segerkes en 1170 ; Serkæ en 1184 ; Serka en 1184 ; Segherke en 1187 ; Segreche en 1208 ; Serkes en 1226 ; Suerkes en 1261 ; Zerke en 1379 ; Zercle en 1395 ; Zekerke vers 1420 ; Cerques en 1446 ; Sercques en 1739 ; Sergue en 1793 ; Sergues en 1801.
Ernest Nègre avance un toponyme composé de l'anthroponyme germanique Sigericus, suivi du suffixe -a.
La commune porte le nom de Zegerke en flamand.

## Histoire

### Moyen Âge
Arnould, seigneur de Serques se fait religieux au monastère de Licques et donne à cette abbaye la moitié du village de Serques laissant le reste à ses deux enfants qui acceptent ce partage par les lettres passées en  1170 qui se trouvent dans les titres dudit monastère.

### Temps modernes
En 1705 et années suivantes, Guillaume Marcotte, négociant, échevin à Saint-Omer, devient seigneur de Roquetoire, Sercques et autres fiefs dont l'ammanie (l'amman représente le châtelain) de Saint-Georges-sur l'Aa dans la châtellenie de Bourbourg.

## Politique et administration

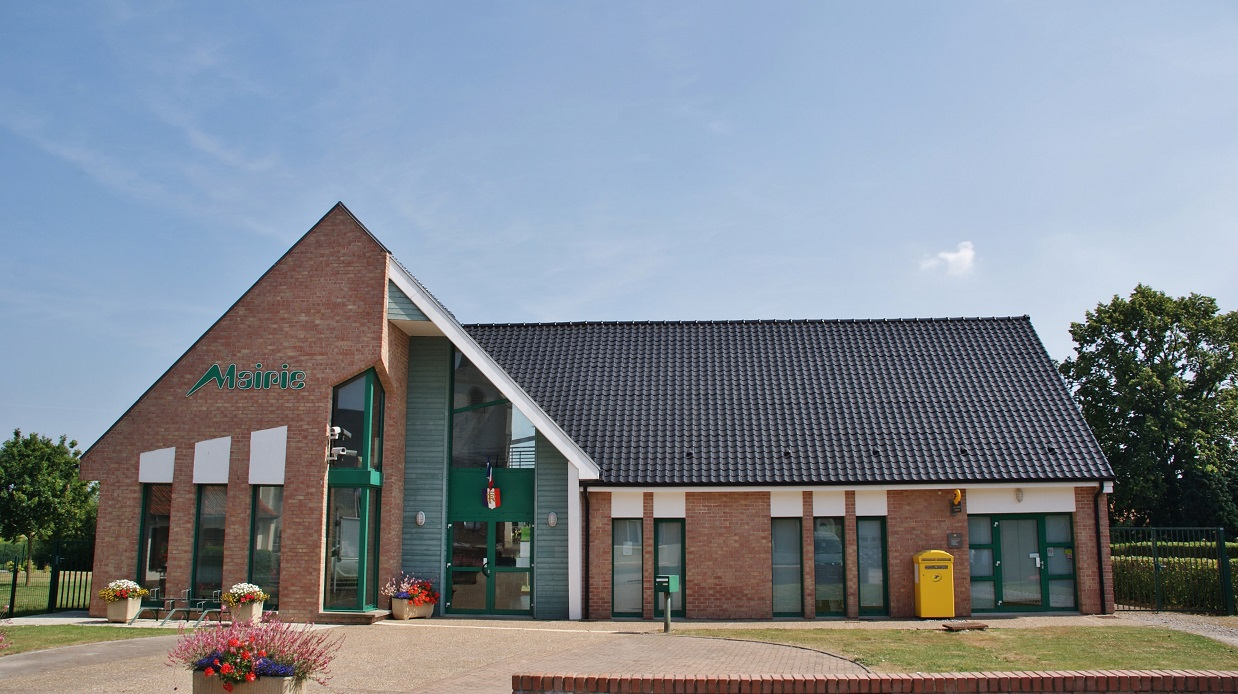
La mairie.

### Rattachements administratifs et électoraux

#### Rattachements administratifs
La commune se trouve dans l'arrondissement de Saint-Omer du département du Pas-de-Calais
Elle faisait partie depuis 1801 du canton de Saint-Omer-Nord. Dans le cadre du redécoupage cantonal de 2014 en France, cette circonscription administrative territoriale a disparu, et le canton n'est plus qu'une circonscription électorale.

#### Rattachements électoraux
Pour les élections départementales, la commune fait partie depuis 2014 du canton de Saint-Omer
Pour l'élection des députés, la commune fait partie de la huitième circonscription du Pas-de-Calais.

### Intercommunalité
Serques était membre de la communauté d'agglomération de Saint-Omer (CASO), un établissement public de coopération intercommunale (EPCI) à fiscalité propre créé en 2001 et auquel la commune avait transféré un certain nombre de ses compétences, dans les conditions déterminées par le code général des collectivités territoriales.
Dans le cadre des dispositions de la loi portant nouvelle organisation territoriale de la République du 7 août 2015, qui prévoit que les établissements publics de coopération intercommunale (EPCI) à fiscalité propre doivent avoir un minimum de 15 000 habitants, cette intercommunalité a fusionné avec ses voisines pour former, le 1er janvier 2017, la communauté d'agglomération du Pays de Saint-Omer (CAPSO), dont est désormais membre la commune

### Élections municipales et communautaires

#### Liste des maires
| Période                                  | Période | Identité                                 | Étiquette | Qualité |
| ---------------------------------------- | ------- | ---------------------------------------- | --------- | ------- |
| Les données manquantes sont à compléter. |         |                                          |           |         |
| 17xx                                     |         | Jean François Joseph Régnier (1753-1803) |           |         |

| Période                                  | Période                        | Identité        | Étiquette | Qualité                                                   |
| ---------------------------------------- | ------------------------------ | --------------- | --------- | --------------------------------------------------------- |
| Les données manquantes sont à compléter. |                                |                 |           |                                                           |
|                                          |                                |                 |           |                                                           |
| juin 1995                                | mai 2020                       | Marie Lefebvre, |           | Infirmière retraitée Vice-présidente de la CASO (2008 → ) |
| mai 2020                                 | février 2022                   | Philippe Denis  |           | Technicien Mort en fonction                               |
| avril 2022                               | En cours (au 30 novembre 2023) | Étienne Cazin   |           | Employé retraité                                          |

## Équipements et services publics

### Postes et télécommunications
La commune, avec trois autres communes voisines que sont Saint-Omer, Salperwick et Tilques, a la particularité, unique en France, d'avoir le courrier distribué par un facteur en barque pour une partie des habitants demeurant dans le marais.

## Population et société

### Démographie

#### Évolution démographique
L'évolution du nombre d'habitants est connue à travers les recensements de la population effectués dans la commune depuis 1793. Pour les communes de moins de 10 000 habitants, une enquête de recensement portant sur toute la population est réalisée tous les cinq ans, les populations de référence des années intermédiaires étant quant à elles estimées par interpolation ou extrapolation. Pour la commune, le premier recensement exhaustif entrant dans le cadre du nouveau dispositif a été réalisé en 2008.

En 2022, la commune comptait 1 178 habitants, en évolution de +2,7 % par rapport à 2016 (Pas-de-Calais : −0,72 %, France hors Mayotte : +2,11 %).
| 1793 | 1800 | 1806 | 1821 | 1831  | 1836  | 1841  | 1846  | 1851  |
| ---- | ---- | ---- | ---- | ----- | ----- | ----- | ----- | ----- |
| 708  | 761  | 810  | 975  | 1 018 | 1 050 | 1 069 | 1 080 | 1 050 |

| 1856  | 1861  | 1866  | 1872  | 1876  | 1881 | 1886  | 1891 | 1896 |
| ----- | ----- | ----- | ----- | ----- | ---- | ----- | ---- | ---- |
| 1 076 | 1 032 | 1 075 | 1 076 | 1 055 | 962  | 1 028 | 963  | 956  |

| 1901 | 1906 | 1911 | 1921 | 1926 | 1931 | 1936 | 1946 | 1954 |
| ---- | ---- | ---- | ---- | ---- | ---- | ---- | ---- | ---- |
| 937  | 983  | 789  | 854  | 799  | 792  | 800  | 787  | 802  |

| 1962 | 1968 | 1975 | 1982 | 1990 | 1999  | 2006  | 2008  | 2013  |
| ---- | ---- | ---- | ---- | ---- | ----- | ----- | ----- | ----- |
| 827  | 755  | 735  | 707  | 893  | 1 034 | 1 095 | 1 113 | 1 121 |

| 2018  | 2022  | - | - | - | - | - | - | - |
| ----- | ----- | - | - | - | - | - | - | - |
| 1 149 | 1 178 | - | - | - | - | - | - | - |

#### Pyramide des âges
En 2018, le taux de personnes d'un âge inférieur à 30 ans s'élève à 32,1 %, soit en dessous de la moyenne départementale (36,7 %). De même, le taux de personnes d'âge supérieur à 60 ans est de 23,8 % la même année, alors qu'il est de 24,9 % au niveau départemental.
En 2018, la commune comptait 587 hommes pour 562 femmes, soit un taux de 51,09 % d'hommes, largement supérieur au taux départemental (48,50 %).
Les pyramides des âges de la commune et du département s'établissent comme suit.
| Hommes | Classe d’âge | Femmes |
| ------ | ------------ | ------ |
| 0,5    | 90 ou +      | 1,1    |
| 4,1    | 75-89 ans    | 4,8    |
| 18,6   | 60-74 ans    | 18,7   |
| 26,1   | 45-59 ans    | 24,6   |
| 18,2   | 30-44 ans    | 19,2   |
| 16,0   | 15-29 ans    | 14,2   |
| 16,5   | 0-14 ans     | 17,4   |

| Hommes | Classe d’âge | Femmes |
| ------ | ------------ | ------ |
| 0,5    | 90 ou +      | 1,6    |
| 5,6    | 75-89 ans    | 8,9    |
| 16,7   | 60-74 ans    | 18,1   |
| 20,2   | 45-59 ans    | 19,2   |
| 18,9   | 30-44 ans    | 18,1   |
| 18,2   | 15-29 ans    | 16,2   |
| 19,9   | 0-14 ans     | 17,9   |

### Sports et loisirs
Le sentier de grande randonnée de pays (GRP) de l'Audomarois passe dans la commune.

## Culture locale et patrimoine

### Lieux et monuments
- L'église Saint-Omer[5].

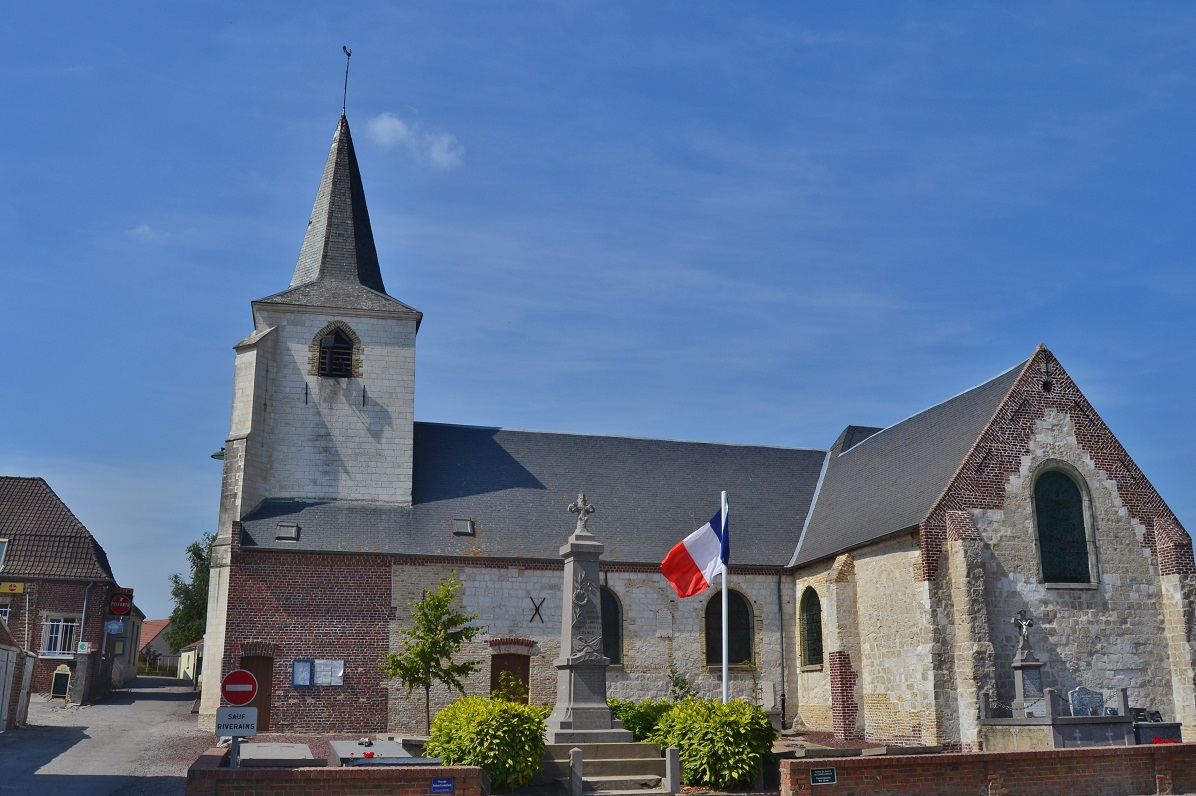
L'église et le monument aux morts.

- Le moulin Davion, moulin à vent à tour tronconique, de section octogonale jusqu'au premier niveau, daté de 1775 et qui a cessé de fonctionner en 1951, dont il ne reste que la tour, sans toiture[44],[5].
- Le monument aux morts.
- Le sentier de randonnée du Lansbergue[5].

### Personnalités liées à la commune
- Pierre-Marie Carré (1947-), évêque catholique français, archevêque de Montpellier de juin 2011 à juillet 2022, y est né.

### Héraldique

Armes de l'abbaye Notre-Dame de Licques.

| Blason de Serques | Blason  | D'argent à l'écusson d'azur chargé d'un moulin à vent d'or. |
| Blason de Serques | Détails | S'inspire des armes de l'abbaye de Licques, seigneur en partie des lieux dès 1170, où le moulin rappelle le moulin Davion, aujourd'hui en ruines. Adopté par la municipalité en 1996. |

## Pour approfondir